# Rajasthani
Rajasthani (Devanagari: राजस्थानी) ist eine Makrosprache oder Dialektgruppe in Nordindien, hauptsächlich in Rajasthan, und in Teilen Pakistans mit geschätzten 50 Millionen Sprechern.
Das Rajasthani zählt zu den Indoarischen Sprachen. Es ist eine der zahlreichen regionalen Varianten des Hindustani und zerfällt seinerseits in mehrere Dialektgruppen:
- Bagri,
- Malvi,
- Marvari
- Mewari,
- Mewati,
- Shekhavati.

Ferner gehören zum Rajasthani zwei Sprachen, die von ursprünglich aus Rajasthan eingewanderten nomadischen Gruppen in anderen Teilen Indiens gesprochen werden: Das Gojri in Jammu und Kashmir und das Lamani oder Banjari in Telangana, Maharashtra und Karnataka.
Das Rajasthani präsentiert sich wenig einheitlich und tritt im öffentlichen Leben hinter die schriftsprachliche Variante des Hindi zurück, der offiziellen Landessprache Rajasthans, wobei Rajasthani kürzlich als Landessprache anerkannt wurde. Das Rajasthani verfügt über eine reiche Heldenlyrik, beginnend etwa 1000 n. Chr.
Die Literatursprache hat sich in mittelalterlicher Zeit vom Gujarati abgespalten. In der Vergangenheit wurden die Dialekte des Rajasthani als Untergruppe des westlichen Hindi betrachtet (Kellogg, 1873). George Abraham Grierson fasste sie 1908 erstmals unter dem Namen Rajsthani zusammen. Gegenwärtig wird Rajasthani von der Sahitya Akademi, dem nationalen Literaturverband, und der University Grants Commission als eigenständige Sprache betrachtet; es ist seit 1973 Wahlfach in den Schulen Rajasthans. Aktuelle Wörterbücher und Grammatiken werden gegenwärtig entwickelt.
Rajasthani hat eine dem Hindi sehr ähnliche Grammatik. Die primäre Satzstruktur ist: Subjekt, Objekt, Verb. Auf lexikaler Ebene ähnelt es zu 50 bis 65 Prozent dem Hindi, basierend auf einem Vergleich der Swadesh-210-Wörter-Liste. Phonetische Korrespondenzen sind insbesondere das /s/ in Hindi mit dem /h/ in Rajasthani. Zum Beispiel /sona/ 'Gold' (Hindi) und /hono/ 'Gold' (Marwari). /h/ verschleift sich manchmal, des Weiteren gibt es eine Reihe von Vokalsubstitutionen. Die meisten Pronomen und Interrogativwörter unterscheiden sich von Hindi.
Das Hindi-Alphabet unterscheidet sich in ‘L’ (ल) und ‘LL’ (ळ). Beispielsweise wird ‘L’ (ल) ausgesprochen wie in ‘Kal’ (कल) und der Akzent in ‘LL’ (ळ) wird gesprochen wie das englische Wort hall (Pflug – हळ).